# 小林功典
小林 功典（こばやし よしのり、1933年2月20日 - ）は、日本の厚生官僚。第23代社会保険庁長官。薬害エイズ事件時の厚生省薬務局長。

## 人物・経歴
静岡県静岡市出身。1952年、静岡県立静岡城内高等学校卒業。1956年、東京大学法学部卒業。同年、厚生省入省。1972年、医務局指導課長、1973年、内閣審議官、1976年、社会保険庁年金保険部計画課長、1977年、保健局企画課長、1979年7月、大臣官房会計課長、1981年8月、社会保険庁年金保険部長、1982年11月、大臣官房総務審議官、1984年8月、薬務局長、1986年6月、社会局長、1989年、社会保険庁長官、1990年6月、退任。同年同月、財団法人厚生年金事業団副理事長。財団法人長寿社会開発センター理事長、財団法人社会福祉振興・振興試験センター会長を務めた。

### 薬害エイズ事件
1982年から1986年までに米国から輸入されていた非加熱製剤はHIVに汚染されており、これによって日本国内の血友病患者約5000人のうち、約2000人がHIVに感染、多くがエイズを発症して死亡するに至ったことから責任を問われたが、事務次官とともに不起訴となっている。これに対し、枝野幸男は、衆議院（第139回国会）で質問に立ち、薬害エイズ事件の検察審査会「不起訴不当」議決に関する質問主意書（1996年12月17日提出）の中で次のように述べている。
「安部英、松村明仁両名の逮捕、起訴など検察当局の努力には敬意を表する…しかし、…小林 功典薬務局長、小西甚右衛門日本臓器社長両名の不起訴処分に関してはきわめて遺憾に感じていたところであるが、このたび東京第一検察審査会がこの件について、「不起訴不当」との議決をしたことは、まさに市民の一般の感覚に合致したものであると考える。検察当局においては、この決定をぜひとも重く受け止めるべきと考える。…」